# Joseph Halpern

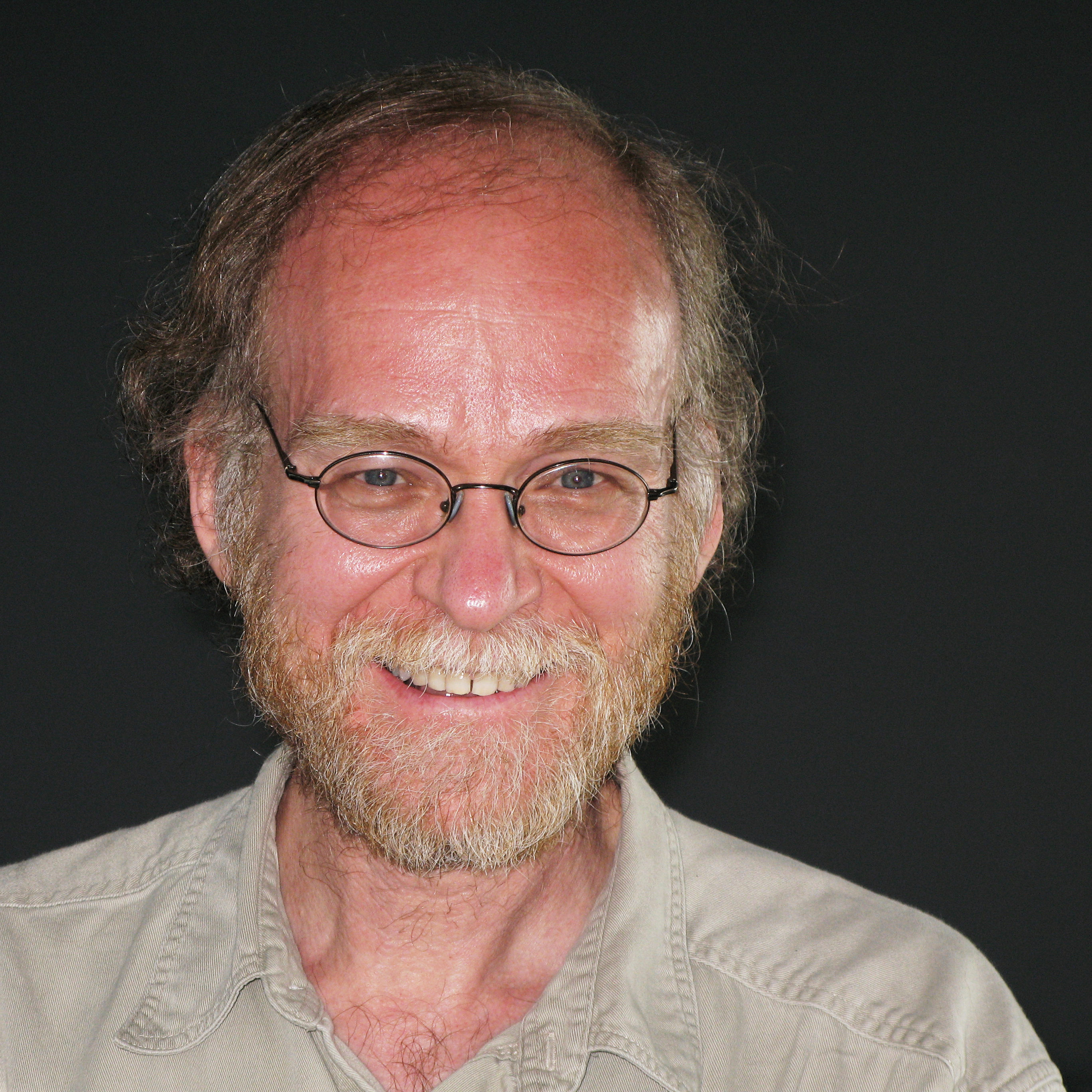
Joseph Halpern 2008

Joseph Y. Halpern (* 1953) ist ein kanadischer Informatiker. Er ist Professor an der Cornell University.
Halpern studierte an der University of Toronto mit dem Bachelor-Abschluss 1975, war dann zwei Jahre in Ghana, wo er Mathematik an einer Schule unterrichtete als Teil des Canadian University Services Overseas (CUSO) und setzte sein Studium dann an der  Harvard University fort mit dem Master-Abschluss 1979 und der Promotion bei Albert Meyer (und Gerald Sacks) 1981 (Axiomatic definition of programming languages and logic of programs). Als Post-Doktorand war er gleichzeitig in Harvard und am Massachusetts Institute of Technology (MIT). Ab 1982 forschte er bei IBM, wo er bis 1996 blieb und 1987 bis 1989 Manager der Mathematikgruppe am IBM Almaden Research Center war. Gleichzeitig hatte er Gastprofessuren und beratende Professuren (Consulting Professor) an der Stanford University (und 1990 in Toronto). Ab 1996 war er Professor an der Cornell University, wo er 1996 bis 2001 Ko-Direktor des Cognitive Studies Program war und ab 2010 der Informatik Fakultät vorstand.
Er war mehrfach Gastprofessor an der Hebräischen Universität in Jerusalem, 2001/02 am CWI in Amsterdam.
Er befasst sich mit Überlegungen zum Begriff Wissen und Unsicherheit speziell in verteilten Systemen sowie in Spieltheorie und Künstlicher Intelligenz. Außerdem befasst er sich mit Modaler Logik, Entscheidungstheorie, verteiltem Rechnen (und Fehlertoleranz bei verteiltem Rechnen), Programm-Verifikation, Kausalität, Semantik von Programmiersprachen.
1997 erhielt er den Gödel-Preis mit Moses (für die formale Definition des Begriffs Wissen in verteilten Systemen) und 2009 erhielten beide den Dijkstra-Preis. In den Jahren 2011 und 2012 wurde er mit einem Senior Fellowship des Zukunftskollegs der Universität Konstanz ausgezeichnet. 2015 wurde er in die American Academy of Arts and Sciences gewählt, 2019 in die National Academy of Engineering. 2008 erhielt er den ACM-AAAI Allen Newell Award.

## Schriften
- mit Ronald Fagin, Yoram Moses, Moshe Vardi Reasoning about knowledge, MIT Press